# Real Madryt w sezonie 1920/1921
Sezon 1920/21 był 19. sezonem w historii Realu Madryt, a pierwszym pod tę nazwą.
29 czerwca 1920 Alfons XIII nadał klubowi tytuł królewski (hiszp. Real) – Madrid FC zmienił się w ten sposób w Real Madrid Club de Fútbol („Królewski Madrycki Klub Piłki Nożnej”).

## Mecze
zwycięstwo Realu Madryt
     remis
     zwycięstwo drużyny przeciwnej
| 131 października 1920 | Racing de Madrid | 2:2 | Real Madryt |                                             |
|                       | Ventura Buylla   |     | Rey Torrado | Campo de Racing, Madryt Sędzia: S. Quintana |

| 214 listopada 1920 | RS Gimnástica | 1:7 | Real Madryt                       |                                              |
|                    | Urbina        |     | Torrado (×4) Víctor González (×2) | Campo de Gimnástica, Madryt Sędzia: J. Ruete |

| 328 listopada 1920 | Athletic Madrid        | 2:0 | Real Madryt |                               |
|                    | Olaso 15' · Sansinesea |     |             | Estadio Metropolitano, Madryt |

| 416 stycznia 1921 | Real Madryt | 1:2 | Racing de Madrid |                                                |
|                   | Sicilia     |     | Ventura Azurza   | Campo de O’Donnell, Madryt Sędzia: S. Quintana |

| 530 stycznia 1921 | Real Madryt           | 3:0 | RS Gimnástica |                            |
|                   | Bilbao (×2) De Miguel |     |               | Campo de O’Donnell, Madryt |

| 620 lutego 1921 | Real Madryt | 1:2 | Athletic Madrid |                            |
|                 | Mengotti    |     | Triana (×2)     | Campo de O’Donnell, Madryt |

## Tabela
| Drużyna    | M | Z | R | P | Br+ | Br− | Pkt |
| ---------- | - | - | - | - | --- | --- | --- |
| Athletic   | 6 | 5 | 1 | 0 | 13  | 3   | 11  |
| Racing     | 6 | 3 | 1 | 2 | 11  | 7   | 7   |
| Real       | 6 | 2 | 1 | 3 | 14  | 9   | 5   |
| Gimnástica | 6 | 0 | 1 | 5 | 3   | 22  | 1   |